# Ladislao de Gauss
Ladislao de Gauss, italijanski umetnik, slikar in kipar, * 1901, Budimpešta, Madžarska, † 1970, Trst, Italija. 

## Muzeji
- Narodna galerija Slovenije [3][4]
- MMSU - Muzej moderne in sodobne umetnosti
- Muzej kirinale Palace, Rim[5]
- Museo Revoltella[6]

## Razstave
- Beneški bienale, 1936
- Skupne razstave na Reki (1. in 2. mednarodna razstava, 1925, 1927, 2. razstava umetniške unije, 1929)
- Rekonske fotografske razstave (1933, 1934, 1940)
- Buenos Aires, Argentina, 1954.